# Twinnite
La twinnite,, est une rare espèce minérale de la classe des sulfosels, c'est-à-dire formé d'un métal (ici le plomb), d'un métalloïde (ici un groupe antimoine et arsenic) et du soufre. La twinnite a été identifiée à Madoc (en), Ontario, Canada en 1967,. Ce minéral est étroitement associé à la guettardite, qui a la même composition chimique mais une structure cristalline différente. D'une dureté de 3.5 sur l'échelle de Mohs et d'une densité de 5.26, la twinnite est opaque, de couleur noire, mais blanche dans les sections polies.

## Historique de la description et appellations

### Inventeur et étymologie
La Commission géologique du Canada mena dans les années 1920 une campagne de prospection dans la région de Madoc, sous la direction de M. E. Wilson, pour identifier des minéraux à caractère économique. Une imprégnation du marbre par de la pyrite, de la sphalérite et de la jamesonite fut découverte et des échantillons prélevés. C'est dans ces échantillons qu'un sulfosel non identifié fut pour la première fois repéré.  
À partir de 1961, John L. Jambor (1936–2008), minéralogiste canadien, entreprit une recherche méthodique sur les sulfosels de Madoc. En 1967, il décrit la twinnite qu'il souhaite nommer d'après son ancien professeur de minéralogie, Robert M. Thompson (1918-1967). Le nom de thompsonite ayant déjà été donné, le nom choisi de twinnite est une allusion au fait que Thompson signifie ‘fils de Thomas’, et que Thomas signifie en araméen ‘jumeau’ (twin). En outre, l’une des caractéristiques de ce minéral est d’être toujours maclé («twinned» en anglais).

### Topotype
Madoc (en), Comté d'Hastings, Ontario, Canada.

## Cristallographie
- La guettardite et la twinnite sont des dimorphes. La twinnite cristallise dans le système cristallin triclinique, groupe d'espace : P1, tandis que la guettardite cristallise dans le système cristallin monoclinique, groupe d'espace : P 21/a.
- Paramètres de la maille : a = 19,583 Å, b = 7,981 Å, c = 8,564 Å, α = 89.767°, β = 89.617°, γ = 90.267°; Z = 8; V = 1 338,43 Å3, densité calculée 5,70 g cm−3[4].

## Gîtes et gisements

### Gîtologie
- Dans des marbres avec d'autres sulfosels contenant du plomb (Madoc, Canada)[8].

### Minéraux associés[8]
- La Chapelle-en-Valgaudémar, France : chabournéite, pierrotite, parapierrotite, stibnite, pyrite, sphalérite, zinkénite, madocite, andorite, smithite, laffittite, routhiérite, aktashite, wakabayashilite, réalgar, orpiment.
- Novoye, Kirghizistan : sphalérite, pyrite, galène, playfairite, sorbyite, guettardite, baumhauerite, réalgar, orpiment, cinabre, fluorine, quartz.

## Gisements remarquables[8]
- Canada

Madoc, Comté d'Hastings, Ontario.
Gisement d'or de Hemlo, District de Thunder Bay, Ontario.
- France

La Chapelle-en-Valgaudémar, Hautes-Alpes.
- Kirghizistan

Novoye, Khaydarkan, Vallée de Ferghana, Monts Alaï.
- Serbie

Gisement de Rujevac, municipalité de Ljubovija, district de Mačva.